# Вулиця Діонісія Ареопагіта
37°58′10.95″ пн. ш. 23°43′35.12″ сх. д. / 37.9697083° пн. ш. 23.7264222° сх. д.

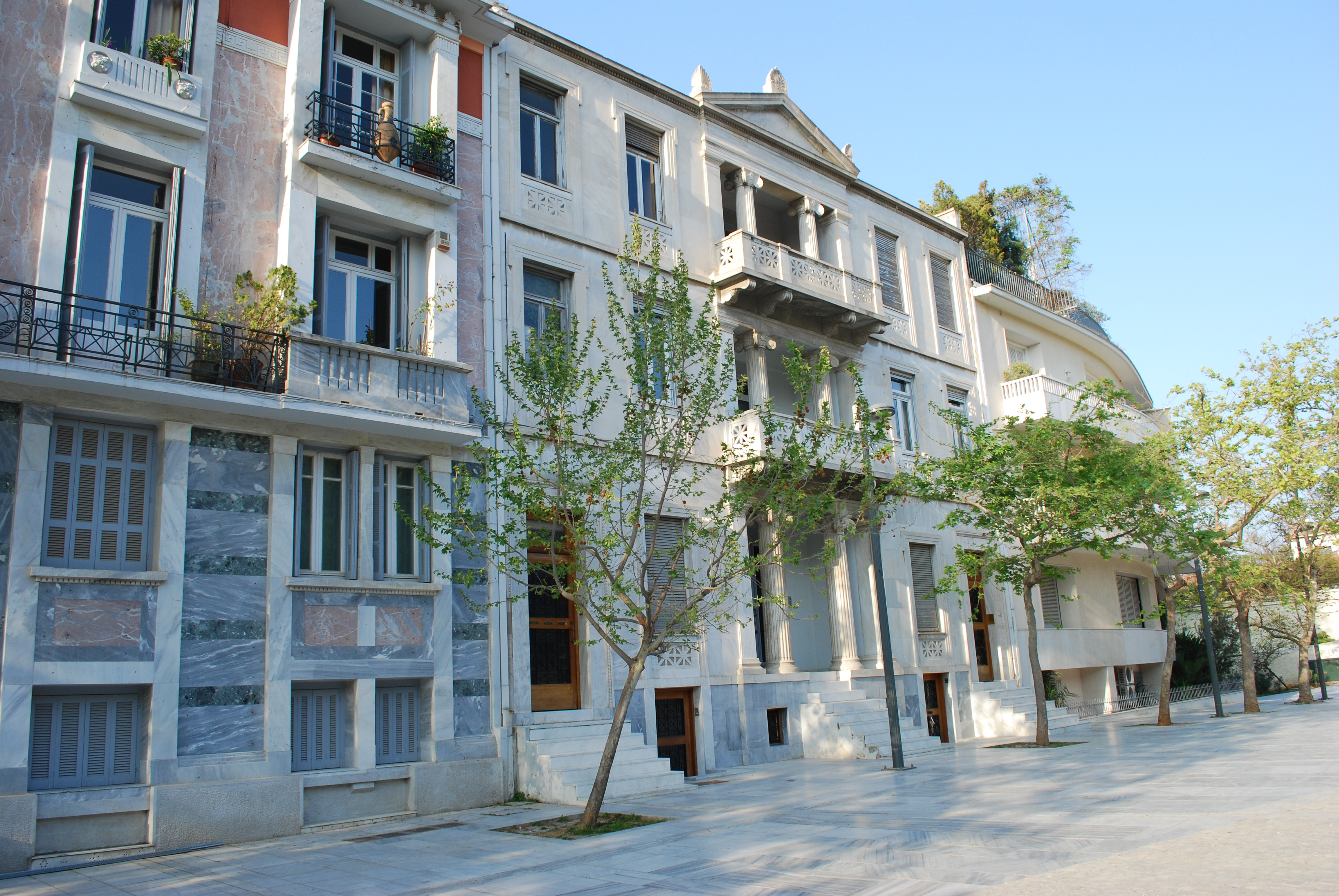
Вид на вулицю

Вулиця Діонісія Ареопагіта ( грец. Οδός Διονυσίου Αρεοπαγίτου - пішохідна вулиця, розташована в афінському районі Макріяні і примикає до південної частини афінського Акрополя . Названа на честь християнського святого Діонісія, першого хрещеного жителя Афін і учня Апостола Павла . Протягнута зі сходу на захід, починається на перехресті з проспектом Амалии  біля арки Адріана і закінчується біля Памятника Філопаппу де переходить вже в вулицю Апостола Павла, іншу частину пішохідної зони, яка розташована навколо Акрополя і афінської агори .
Вулиця вперше була прокладена в 1857 році трохи північніше, ніж зараз, якраз поруч із Одеоном Ірода Аттики . У 1955 році архітектор Дімітріс Пікіоніс, який займався розробкою системи доріг в афінському Акрополі, переробив вулицю і змінив її місце розташування, з 2003 року вона є чисто пішохідною  

## Споруди та пам'ятники

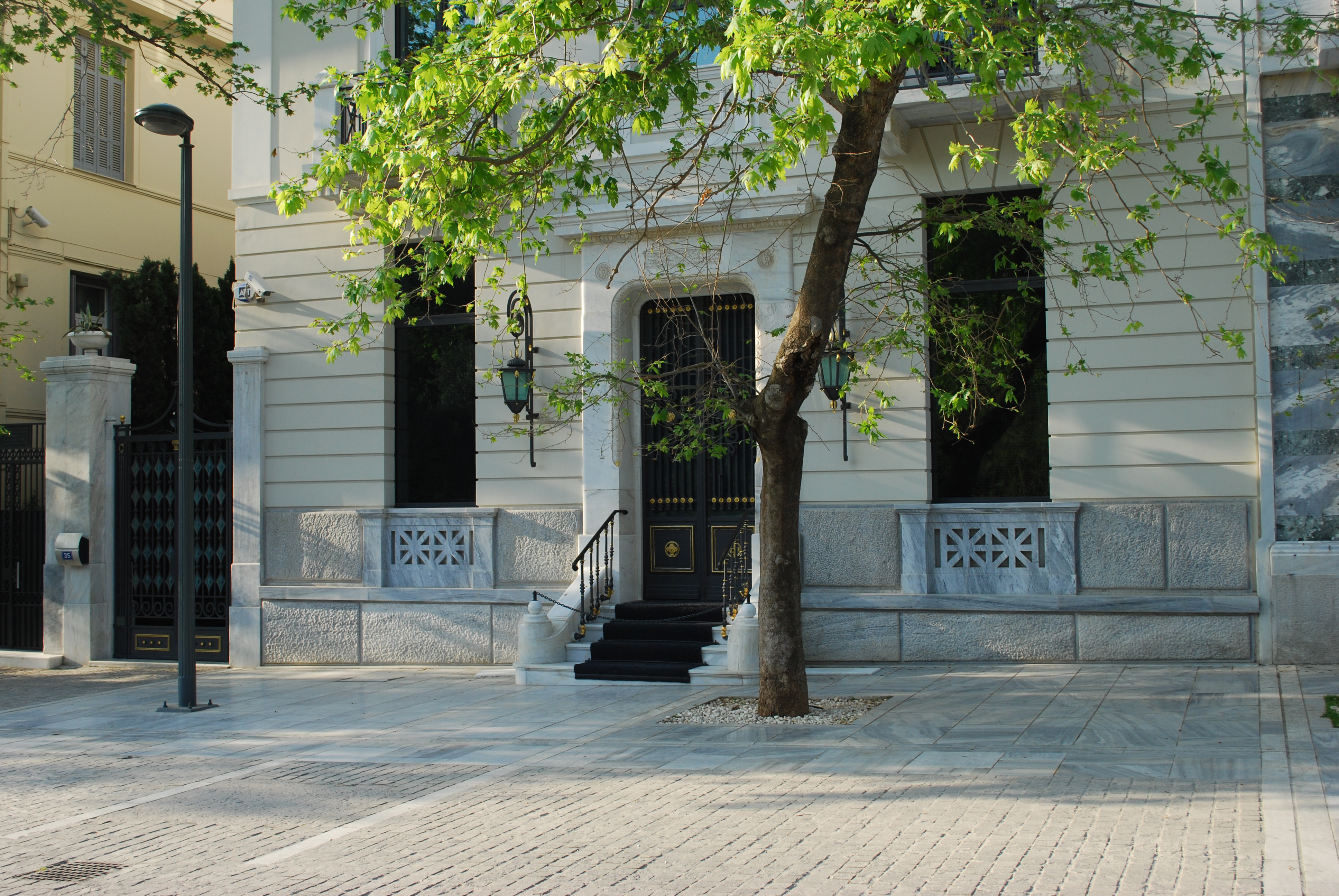
Будинок початку XX століття з елементами арт-нуво і еклектизму

На початку вулиці біля проспекту Амалії по обидві її сторони знаходяться будівлі. Однак після перехрестя з вулицею Макріяні на північній стороні вже майже не виявляється будівель - на північ розташовується археологічна стоянка Акрополь. Поруч знаходиться вхід в Театр Діоніса . На південній стороні знаходиться Музей Акрополя, а також житловий район з багатоквартирними і окремими житловими будинками. Біля закінчення вулиці знаходиться вихід на Одеон Ірода Аттики, а центральна частина вулиці проходить на тому місці, де колись стояв будинок Прокла Діадоха .

## Відомі жителі вулиці
- Вангеліс (Вангеліс Папафанасіу), композитор - володіє будівлею, побудованим в дусі неокласицизму у Музею Акрополя, яке мало не знесли під час будівництва музею.
- Константінос Партеніс, художник - його будинок був знесений після смерті в 1967 році.
- Акіс Цохатзопулос, політик - став об'єктом скандалу в зв'язку з тим, що в 2010 році його дружина придбала будинок на вулиці Діонісія Ареопагіта з використанням офшорної компанії.
- Ксенофон Золотас, економіст і тимчасово виконував обов'язки прем'єр-міністра Греції [3] .